# Nuoto ai campionati mondiali di nuoto 2007 - 1500 metri stile libero femminili
La gara di nuoto dei 1500 metri stile libero femminili dei campionati mondiali di nuoto 2007 è stata disputata il 26 e 27 marzo presso la Rod Laver Arena di Melbourne.
Accreditate alla partenza 24 atlete.
La competizione è stata vinta dalla nuotatrice statunitense Kate Ziegler, mentre l'argento e il bronzo sono andati rispettivamente alla svizzera Flavia Rigamonti e alla giapponese Ai Shibata.

## Podio
| Posizione | Atleta           | Nazionalità |
| --------- | ---------------- | ----------- |
| Oro       | Kate Ziegler     | Stati Uniti |
| Argento   | Flavia Rigamonti | Svizzera    |
| Bronzo    | Ai Shibata       | Giappone    |

## Programma
| Data          | Ora   | Turno    |
| ------------- | ----- | -------- |
| 26 marzo 2007 | 11:59 | Batterie |
| 27 marzo 2007 | 19:37 | Finale   |

## Record
Prima della manifestazione il record del mondo e il record dei campionati erano i seguenti.
| Record mondiale       | 15'52"10 | Janet Evans Stati Uniti    | 26 marzo 1988 Orlando, Stati Uniti |
| Record dei campionati | 16'00"18 | Hannah Stockbauer Germania | 22 luglio 2003 Barcellona, Spagna  |

Durante l'evento sono stati migliorati i seguenti record:
| Data     | Evento | Atleta       | Nazione     | Tempo    | Record |
| -------- | ------ | ------------ | ----------- | -------- | ------ |
| 27 marzo | Finale | Kate Ziegler | Stati Uniti | 15'53"05 |        |

## Risultati

### Batterie
I migliori 8 tempi accedono alla finale
| Pos. | Batteria | Corsia | Atleta                 | Nazionalità   | Tempo    | Note |
| ---- | -------- | ------ | ---------------------- | ------------- | -------- | ---- |
| 1    | 2        | 4      | Hayley Peirsol         | Stati Uniti   | 16:02.82 | Q    |
| 2    | 2        | 5      | Ai Shibata             | Giappone      | 16:05.92 | Q    |
| 3    | 3        | 4      | Kate Ziegler           | Stati Uniti   | 16:07.71 | Q    |
| 4    | 3        | 2      | Lotte Friis            | Danimarca     | 16:09.39 | Q    |
| 5    | 3        | 3      | Erika Villaécija       | Spagna        | 16:09.40 | Q    |
| 6    | 1        | 4      | Laure Manaudou         | Francia       | 16:12.16 | Q    |
| 7    | 1        | 5      | Flavia Rigamonti       | Svizzera      | 16:19.33 | Q    |
| 8    | 1        | 3      | Kristel Köbrich        | Cile          | 16:22.18 | Q    |
| 9    | 1        | 8      | Tan Miao               | Cina          | 16:24.02 |      |
| 10   | 2        | 3      | Rebecca Cooke          | Gran Bretagna | 16:26.83 |      |
| 11   | 2        | 2      | Tanya Hunks            | Canada        | 16:26.95 |      |
| 12   | 1        | 6      | Brittany Reimer        | Canada        | 16:30.43 |      |
| 13   | 3        | 5      | Sachiko Yamada         | Giappone      | 16:36.92 |      |
| 14   | 2        | 6      | Rui Yu                 | Cina          | 16:41.81 |      |
| 15   | 3        | 6      | Evelyn Verrasztó       | Ungheria      | 16:46.97 |      |
| 16   | 1        | 2      | Monika Mocnik          | Slovenia      | 17:02.99 |      |
| 17   | 2        | 7      | Golda Marcus           | El Salvador   | 17:17.04 |      |
| 18   | 1        | 7      | Carmen Nam             | Hong Kong     | 17:17.68 |      |
| 19   | 2        | 1      | Ting Wen Quah          | Singapore     | 17:26.12 |      |
| 20   | 3        | 1      | Lynette Lim            | Singapore     | 17:28.28 |      |
| 21   | 3        | 7      | Shrone Austin          | Seychelles    | 17:48.07 |      |
| 22   | 3        | 8      | Marja Alejandra Torres | Perù          | 18:11.27 |      |
| 23   | 1        | 1      | Fiorella Gomez-Sanchez | Perù          | 18:13.98 |      |
| 24   | 2        | 8      | Noufissa Chbihi        | Marocco       | 19:23.12 |      |

### Finale
| Pos. | Corsia | Atleta           | Nazionalità | Tempo    | Note |
| ---- | ------ | ---------------- | ----------- | -------- | ---- |
|      | 3      | Kate Ziegler     | Stati Uniti | 15:53.05 |      |
|      | 1      | Flavia Rigamonti | Svizzera    | 15:55.38 |      |
|      | 5      | Ai Shibata       | Giappone    | 15:58.55 |      |
| 4    | 2      | Erika Villaécija | Spagna      | 16:05.83 |      |
| 5    | 4      | Hayley Peirsol   | Stati Uniti | 16:12.84 |      |
| 6    | 6      | Lotte Friis      | Danimarca   | 16:20.82 |      |
| 7    | 8      | Kristel Köbrich  | Cile        | 16:27.13 |      |
| 8    | 7      | Laure Manaudou   | Francia     | 16:42.17 |      |